# Pirofanite
La pirofanite è un minerale appartenente al gruppo dell'ilmenite.